# Vanuaxipha
Vanuaxipha is een geslacht van rechtvleugeligen uit de familie krekels (Gryllidae). De wetenschappelijke naam van dit geslacht is voor het eerst geldig gepubliceerd in 2007 door Otte & Cowper.

## Soorten
Het geslacht Vanuaxipha omvat de volgende soorten:
- Vanuaxipha adamatos Otte & Cowper, 2007
- Vanuaxipha dendriacos Otte & Cowper, 2007
- Vanuaxipha eteni Otte & Cowper, 2007
- Vanuaxipha koroni Otte & Cowper, 2007
- Vanuaxipha perfixa Otte & Cowper, 2007
- Vanuaxipha tricosa Otte & Cowper, 2007
- Vanuaxipha xylicos Otte & Cowper, 2007